# Santiago de Calatrava
|  | No s'ha de confondre amb Santiago Calatrava. |

Santiago de Calatrava és un municipi a l'oest de la província de Jaén, a 386 m d'altitud i 44 km a l'oest de Jaén, limitant amb la província de Còrdova. Pertany a l'Àrea Metropolitana de Jaén. Té 862 habitants (INE, 2005), sobre un terme municipal de 47,66 km². Es tracta d'un municipi fonamentalment agrícola l'economia del qual es basa en l'olivera. Les festes patronals se celebren el 25 de juliol, en honor del seu patró Sant Sebastià, i la romeria de Sant Isidre se celebra el 15 de maig.